# Humour

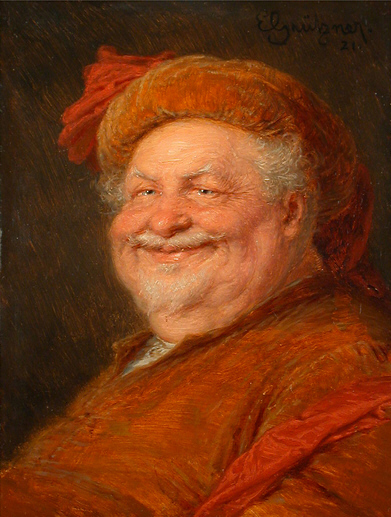
Sourire peut indiquer un sens de l'humour et une émotion d'amusement, comme chez le Falstaff d'Eduard von Grützner (1921).

L'humour, au sens large, est une forme d'esprit railleuse « qui s'attache à souligner le caractère comique, ridicule, absurde ou insolite de certains aspects de la réalité, dans le but de faire rire ou de divertir un public ».
L'humour est un état d'esprit, une manière d'utiliser le langage, un moyen d'expression. L'humour peut être employé dans différents buts et peut, par exemple, se révéler pédagogique ou militant. Protéiforme, il se retrouve dans un nombre abondant de discours et de situations. Sa forme, plus que sa définition, est diversement appréciée d'une culture à l'autre, d'une région à une autre, d'un point de vue à un autre, à tel point que ce qui est considéré par certains comme de l'humour peut être considéré par d'autres comme une méchante moquerie, une insulte ou un blasphème. Toutefois, rire est bon pour la santé.
L'humour permet aux humains de prendre du recul sur ce qu'ils vivent, comme le remarque Joseph Klatzmann dans son ouvrage L'Humour juif en souhaitant « rire pour ne pas pleurer ». Beaumarchais écrivit « Je me presse de rire de tout de peur d'être obligé d'en pleurer ». Plus pessimiste, Nietzsche affirme « L'homme souffre si profondément qu'il a dû inventer le rire », se rapprochant du cynisme. De même, pour Fred Kassak, grand maître du roman noir humoristique, « l'humour […] est une tonalité de l'ironie ».

## Étymologie
Le mot humour provient de l'anglais humour, lui-même emprunté du français «humeur». L'humeur, du latin humor (liquide), désignait initialement les fluides corporels (sang, bile…) pensés comme influençant sur le comportement. L'humour a ainsi longtemps été associé à la théorie des humeurs avant d'être relié à l'histoire de la subjectivité à l'âge moderne et contemporain.
Vers 1760, les Anglais utilisent le terme humour dans le sens « tempérament enjoué, gaîté, aptitude à voir ou à faire voir le comique des choses » pour se vanter de posséder un certain état d'esprit, actuellement nommé humour britannique. À la même époque, le sens du mot français « humeur » suit une évolution semblable. Les « humeurs » et l'« humour » lubrifient la vie.
Le mot «humour» est attesté pour la première fois en français au XVIIIe siècle, entré en France grâce aux liens qu'entretenaient les penseurs des Lumières avec les philosophes britanniques. « La plus perdue de toutes les journées est celle où l'on n'a pas ri. », selon Nicolas de Chamfort. Certains[Qui ?] estiment que la première occurrence du terme humour dans la langue française se trouve dans une lettre adressée par Voltaire à Pierre-Joseph Thoulier d'Olivet, dit l'abbé d'Olivet, le 20 août 1761. Voltaire écrit ceci : 
«Les Anglais ont un terme pour signifier cette plaisanterie, ce vrai comique, cette gaieté, cette urbanité, ces saillies qui échappent à un homme sans qu'il s'en doute; et ils rendent cette idée par le mot humeur, humour, qu'ils prononcent yumor ; et ils croient qu'ils ont seuls cette humeur ; que les autres nations n'ont point de terme pour exprimer ce caractère d'esprit. Cependant c'est un ancien mot de notre langue, employé en ce sens dans plusieurs comédies de (Pierre) Corneille.»

À la fin du XIXe siècle, quand les auteurs français s'interrogeaient encore sur le sens exact de l'humour anglais, Félix Fénéon définissait ainsi celui de Mark Twain : 
« L'humour est caractérisé par une énorme facétie (émergeant parfois d'une observation triste) — contée avec la plus stricte imperturbabilité, avec toutefois un dédain très marqué de l'opinion du lecteur ; ses moyens favoris sont le grossissement forcené de certaines particularités, — l'inopinée jonction de deux très distantes idées par l'opération d'un calembour ou par un jeu de perspective littéraire, — l'accumulation patiente de détails allant crescendo dans le baroque, mais déduits avec une logique rigoureuse et décevante. »

## Définition
Pour Henri Bergson, le rire est avant tout proprement humain : un objet ou un animal font rire uniquement quand ils ont une expression ou une attitude humaine.
Avoir le sens de l'humour, ou simplement avoir de l'humour, c'est mettre les difficultés de la vie à distance, les atténuer par un mot d'esprit. Cette forme d'indifférence a été décrite par Joseph Addison en distinguant le vrai du faux humour : « De même que le vrai humour a l'air sérieux tandis que le monde rit autour de lui, le faux humour rit tout le temps tandis que le monde a l'air sérieux autour de lui »,.
« Tout fait humoristique est un acte de discours qui s’inscrit dans une situation de communication. Mais il ne constitue pas à lui seul la totalité de la situation de communication. À preuve qu’il peut apparaître dans diverses situations dont le contrat est variable : publicitaire, politique, médiatique, conversationnel, etc. Il est plutôt une certaine manière de dire à l’intérieur de ces diverses situations, un acte d’énonciation à des fins de stratégie pour faire de son interlocuteur un complice », ou une victime s'il le blesse. « Comme tout acte de langage, l’acte humoristique est la résultante du jeu qui s’établit entre les partenaires de la situation de communication et les protagonistes de la situation d’énonciation ».
« L’acte humoristique comme acte d’énonciation met en scène trois protagonistes : le locuteur, le destinataire et la cible ». Cette dernière « peut être une personne (individu ou groupe), en position de troisième protagoniste de la scène humoristique, dont on met à mal le comportement psychologique ou social en soulignant les défauts ou les illogismes dans ses manières d’être et de faire au regard d’un jugement social de normalité (Freud ici parle de « victime »), comme on le voit dans les caricatures de presse qui mettent en scène des hommes politiques ; cela peut également être une situation créée par les hasards de la nature ou les circonstances de la vie en société dont on souligne le caractère absurde ou dérisoire, comme cela apparaît dans certains titres de faits divers (« Cambriolé trois fois, il met le feu à sa maison ») ; cela peut aussi être une idée, opinion ou croyance, dont on montre les contradictions, voire le non-sens. C’est par l’intermédiaire de la cible que l’acte humoristique met en cause des visions normées du monde en procédant à des dédoublements, des disjonctions, des discordances, des dissociations dans l’ordre des choses ».

## Registre humoristique
Dans son sens strict, l'humour est une nuance du registre comique qui vise « à attirer l'attention, avec détachement, sur les aspects plaisants ou insolites de la réalité »,. Toutefois, dans le langage courant, le sens du terme s'est élargi pour désigner le comique, c'est-à-dire l'ensemble des procédés visant à susciter le rire ou le sourire,.
L'humour est indissociable du comique, c'est-à-dire de « ce qui est propre à faire rire » ; le comique est, parmi les registres littéraires, ce qui permet l'humour ; il en existe principalement 6 formes (situation, mots, gestes, caractère, mœurs, répétition). En sorte, l'humour utilise nécessairement une forme de comique, mais toute manifestation comique n'est pas forcément humoristique.
Auparavant, il était question de trait d'esprit dans le domaine littéraire. Le trait d'esprit se définissait plus comme une forme d'ironie acide et pince-sans-rire, constaté chez des auteurs du siècle des Lumières comme Voltaire, Diderot ou Crébillon fils. Sigmund Freud a étudié le trait d'esprit (Witz) dans Le mot d'esprit et sa relation à l'inconscient (1905). L'humour pratiqué par les Britanniques se révélait cependant plus proche d'une forme de regard absurde et détaché sur les événements, sans forcément conduire à la malveillance vers laquelle tendait souvent l'esprit français.
Pour Paul Reboux (1877-1963), l'humour consiste tout simplement à « traiter à la légère les choses graves, et gravement les choses légères ».
Certaines[Lesquelles ?] formes d'humour peuvent utiliser l'ironie ou le sarcasme.
Ainsi, l'humour reste-t-il une notion floue, à la croisée d'autres concepts proches tels que le comique, le trait d'esprit, l'ironie ou le burlesque. Il est d'autant plus difficile à saisir qu'on le retrouve presque partout : ainsi, Dominique Noguez a suggéré qu'il est « comme Dieu [...] : ici et là, partout, nulle part ».

## Formes
Les apparitions les plus connues de l'humour se font dans les histoires amusantes, qualifiées de « drôles », désignées fréquemment sous le vocable de blagues. Il se manifeste cependant de manières très diverses et n'est pas toujours explicite (c'est le cas de l'ironie, de la pointe, de la remarque pince-sans-rire) ; des gestes même peuvent être comiques. Si l'humour est toujours volontaire, un individu peut être comique sans le vouloir.
Ayant pour but de souligner le caractère comique, ridicule, absurde ou insolite de certains aspects de la réalité, l'humour peut se présent sous de nombreuses formes (voir catégorie « Forme d'humour »).
- le registre comique : ensemble d'éléments propres à distraire et à amuser un public
  - comique de gestes : utilisation du corps, des mouvements, expressions physiques  (grimaces, mimiques, coups de bâton, chutes, habits et accessoires extravagants...)
  - comique de situation : événement inattendu, coincidences, quiproquos, confusion (le mari trompé rencontre l'amant, déguisement trompeur)
  - comique de répétition : répétition d'une action, d'un geste, d'une phrase ou d'un motif
  - comique de mots ou de langage : jeu sur les mots, les sonorités, la prononciation, les polysémies, les jargons, la manière de parler
  - comique de caractère : traits de personnalité exagérés, des défauts comiques, des stéréotypes (grande avarice, obsession particulière)
  - comique de mœurs : moquerie des comportements, des coutumes, des conventions sociales ou des caractéristiques spécifiques d'une époque, d'une culture ou d'un groupe de personnes
- le registre satirique : c'est une critique moqueuse, plus ou moins virulente d'une personne ou d'un événement (voir : droit à la satire)
  - la parodie : imitation moqueuse qui peut prendre une forme burlesque ou héroï-comique
  - l'ironie / Le sarcasme : figure de style où l'on dit le contraire de ce qu'on veut faire entendre (Exemple : « « Tu fais encore un petit peu plus de bazar ? » dit par une mère qui souhaite que son enfant range sa chambre. »)
  - la caricature : dessin ou un texte qui exagère certains traits, dans des genres comique ou satirique
  - l'exagération : amplification volontaire des événements, des faits, dans le but de faire rire

### Humour noir
L'humour noir est une forme d'humour qui s'appuie sur des éléments tristes ou désagréables et les tourne en dérision et « rire jaune » un rire forcé et amer. De fait, l'humour n'est pas nécessairement lié à la joie et au bonheur

### Humour pince-sans-rire
L'humour pince-sans-rire est une forme particulière d'humour, caractérisée notamment par l'air sérieux de la personne qui en fait preuve.

### Humour d'observation
L'humour d'observation est une forme d'humour se basant sur la caricature de situations du quotidien. C'est la forme d'humour la plus répandue dans le domaine du one-man-show, particulièrement dans le stand-up.

### Humour en photographie

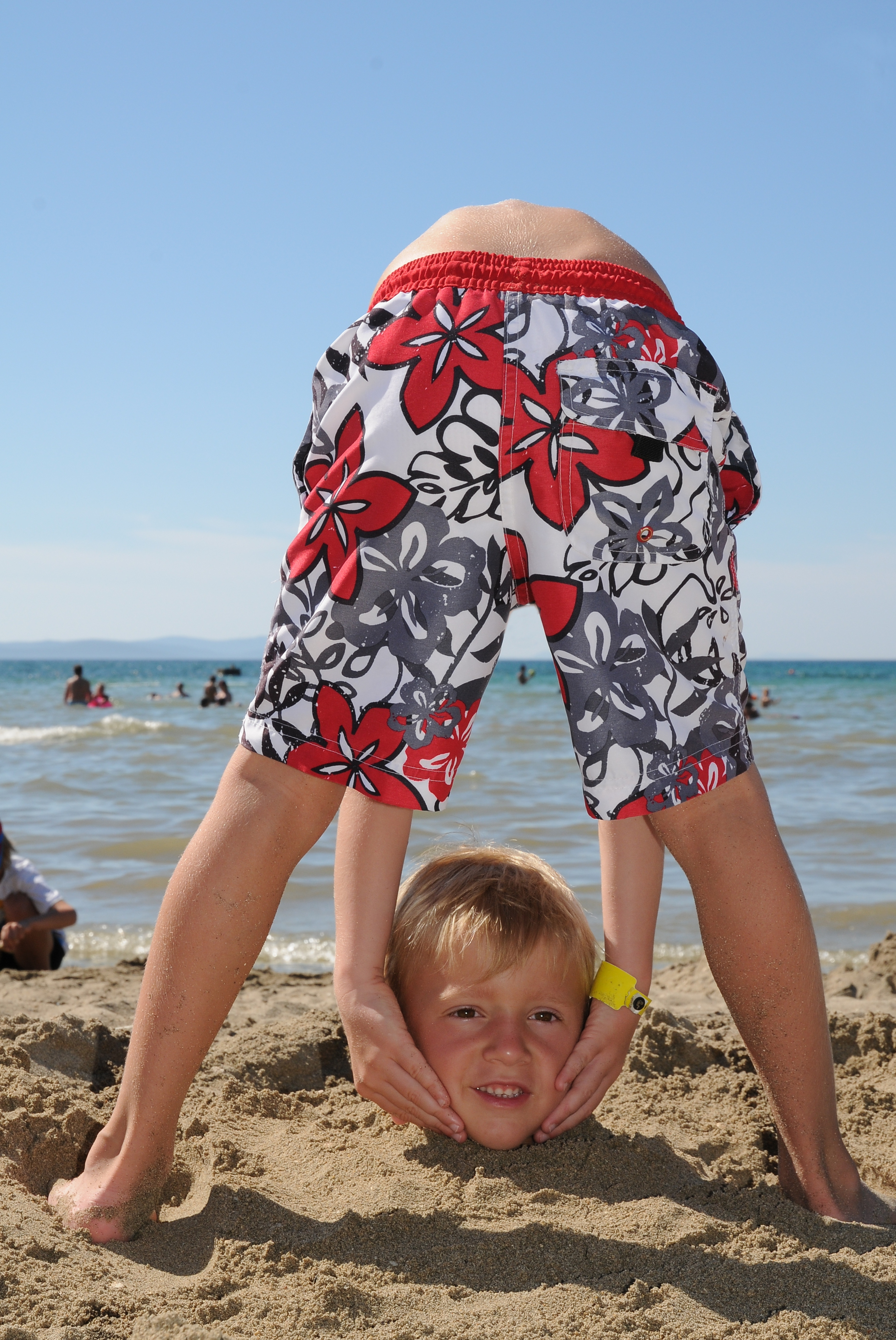
Photographie comique représentant deux garçons sur une plage. L'un d'eux est enterré dans le sable tandis que l'autre, debout, se penche tout en tenant la tête du premier (il ne s'agit pas d'un montage).

Les photographes français René Maltête et Robert Doisneau ont beaucoup donné dans le genre.
Le magazine Life a publié pendant plusieurs années des photographies humoristiques de ses lecteurs.

## Recherches
L'étude de l'humour et ses effets (gélotologie) entre dans le champ disciplinaire de la psychologie, de la philosophie, de la linguistique, de la sociologie, de l'histoire, de la littérature et de la médecine.

### Origine et rôle
Les origines et les fonctions du rire engendré par l'humour sont difficiles à cerner mais il est reconnu depuis l'Antiquité comme ayant une fonction cathartique.
Pour certains éthologues[Qui ?], le rire, constaté chez certaines races de singes, est avant tout le rictus, c'est-à-dire un soulèvement des lèvres afin de montrer les dents ; il pourrait donc être une forme de violence détournée, une inclination à l'agression résumée en une grimace. Vu sous cet angle, l'humour permettrait d'évacuer cette violence, née de la frustration et de la souffrance associées à la fonction cathartique. Le lien avec une sensation de malaise peut se vérifier si la gêne est ressentie par l'auditoire et l'orateur lorsque celui-ci rate un trait d'esprit et ne parvient pas à faire sourire.
L'humour est aussi souvent un moyen pour un groupe ou une personne soumis à de fortes pressions sociales ou à de fortes contraintes de s'en échapper. L'exemple le plus frappant en est sans doute l'humour juif.

### Thérapie
Il est empiriquement reconnu que l'humour et son effet direct, le rire, a des effets positifs sur la santé. La science contemporaine a découvert que l'humour et le rire participaient, entre autres, à la décontraction des muscles, à la réduction des hormones de stress, à l'amélioration du système immunitaire, à la réduction de la douleur.
Il existe un yoga du rire développé par le médecin généraliste indien Madan Kataria et sa femme Madhuri, professeure de yoga,, qui a modernisé et simplifié le travail des pionniers du rire des années 1960 tels que Norman Cousins (en), Patch Adams, Annette Goodheart, Lee S. Berk, ou Henri Rubinstein en France.
L'humour est également un outil à part entière de l'hypnose ericksonienne. Il permet au thérapeute une communication à plusieurs niveaux : au-delà du sens premier perçu consciemment, une seconde possibilité, voire un champ de possibilités peut être perçu inconsciemment, et donc envisagé. Mettant sur la voie du changement, l'humour génère ainsi du recadrage.

### Pédagogie
L'humour peut se révéler être un outil intéressant pour l'enseignement. Des études ont montré que l'utilisation de l'humour, accompagné d'analogies et de métaphores, permet de mieux mémoriser l'information,.

### Philosophie
On ne saurait enfin, bien sûr, passer sous silence son rôle en philosophie, à la fois proche et distinct de celui de l'ironie. Sans même remonter à Hippocrate et surtout aux cyniques grecs, il faudrait se référer à Soeren Kierkegaard. À sa suite, Henri Bergson et Vladimir Jankelevitch ont critiqué l'esprit de sérieux (mais non le sérieux lui-même) dont se couvrent parfois les penseurs.

### Psychanalyse
Freud traite le sujet de « l'humour » au cours de son ouvrage sur Le trait d'esprit et sa relation à l'inconscient (1905) dans le cadre théorique de la première topique et dans un bref texte plus tardif intitulé « L'humour » (1927) dans le cadre de la seconde topique.

### Humour et politique
Certains ouvrages ,,, ont tout récemment cherché à se saisir du thème de l'humour depuis la perspective de ses liens avec le champ du politique ou encore comme forme de violence, à commencer par l'ouvrage collectif Humour et violence symbolique (Dufort, Roy et Olivier 2020).
Certains auteurs, comme l'historien et philosophe britannique Quentin Skinner, font apparaître des usages de l'humour (l'ironie chez Machiavel) ou encore des définitions du rire (notamment chez Hobbes) dans l'historiographie de la pensée politique moderne. Skinner s'intéresse d'ailleurs au recours humoristique et comique de la figure de l'aposiopèse.
D'autres, comme David Owen, ont cherché, depuis le développement d'une certaine philosophie morale, à se saisir du thème de l'humour comme vertu (politique), notamment en relation avec la tolérance — aussi comprise sous l'angle de la vertu (politique) — : « the issue of what is funny is, no less than the issue of what is tolerable, an evaluative topic that can (or so this argument proposes) be perspicuously addressed through the question of what the virtuous man (...) would judge to be or have reason to find so » (Owen 2011, p. 386).
Il est d'ailleurs possible de saisir le traitement que Victor Hugo réserve au rire dans L'Homme qui rit comme une tentative, par l'introduction de la notion de « rire de force » et par un traitement romanesque du rire comme grimace grotesque, de faire apparaître le thème du rire sous certaines de ses aspects politiques.

Les récentes années ont vu apparaître des études plus spécifiques, notamment sur la charge subversive de l'humour des femmes, ce qui, explique la chercheure Virginie Sauzon, s'avère complexe:  
"La force politique du rire (et en particulier de l’ironie) ainsi que son pouvoir fédérateur ne sont pas en effet propres aux femmes; et l’on imagine également la difficulté de faire de l’« humour féministe » une catégorie homogène.[...] Comme le remarque Lucie Joubert, on ne rit pas de la même façon devant un spectacle que devant des mots, et le rapport avec le lectorat n’est pas le même qu’un rapport public avec des spectateurs (Joubert 2002 : 141-162)." 